# Distribució de Rice

En el pla 2D, agafi's un punt fixe a una distància de l'origen. Generi's una distribució bidimensional de punts centrats al voltant d'aquest primer punt, en què els valors de les coordenades x i y són triats independentment a partir d'una distribució normal amb desviació estàndard (la regió blava). Si és la distància d'aquests punts a l'origen, llavors segueix una distribució de Rice.

En teoria de la probabilitat, la distribució de Rice és la distribució de probabilitat de la magnitud d'una variable aleatòria normal bivariada i circular de mitjana potencialment diferent de zero. Du el nom de l'enginyer estatunidenc Stephen O. Rice.

## Caracterització
La funció densitat de probabilitat de la distribució de Rice és:
{\displaystyle f(x\mid \nu ,\sigma )={\frac {x}{\sigma ^{2}}}\exp \left({\frac {-(x^{2}+\nu ^{2})}{2\sigma ^{2}}}\right)I_{0}\left({\frac {x\nu }{\sigma ^{2}}}\right),}
on I0(z) és la funció de Bessel modificada de primer tipus d'ordre zero.
En el context de l'esvaïment de Rice, la distribució es reescriu sovint per mitjà del paràmetre de forma {\displaystyle K={\frac {\nu ^{2}}{2\sigma ^{2}}}}, definit com el quocient entre les contribucions en potència del camí amb línia de visió directa respecte la potència per efecte multicamí, i del paràmetre d'escala {\displaystyle \Omega =\nu ^{2}+2\sigma ^{2}}, definit com la potència total rebuda de tots els camins.
La funció característica de la distribució de Rice ve donada per:
{\displaystyle {\begin{aligned}&\chi _{X}(t\mid \nu ,\sigma )\\&\quad =\exp \left(-{\frac {\nu ^{2}}{2\sigma ^{2}}}\right)\left[\Psi _{2}\left(1;1,{\frac {1}{2}};{\frac {\nu ^{2}}{2\sigma ^{2}}},-{\frac {1}{2}}\sigma ^{2}t^{2}\right)\right.\\[8pt]&\left.{}\qquad +i{\sqrt {2}}\sigma t\Psi _{2}\left({\frac {3}{2}};1,{\frac {3}{2}};{\frac {\nu ^{2}}{2\sigma ^{2}}},-{\frac {1}{2}}\sigma ^{2}t^{2}\right)\right],\end{aligned}}}
on {\displaystyle \Psi _{2}\left(\alpha ;\gamma ,\gamma ';x,y\right)} és una de les funcions hipergeomètriques convergents de Horn amb dues variables i convergent per tot valor finit de {\displaystyle x} i {\displaystyle y}. Ve donat per:
{\displaystyle \Psi _{2}\left(\alpha ;\gamma ,\gamma ';x,y\right)=\sum _{n=0}^{\infty }\sum _{m=0}^{\infty }{\frac {(\alpha )_{m+n}}{(\gamma )_{m}(\gamma ')_{n}}}{\frac {x^{m}y^{n}}{m!n!}},}
on
{\displaystyle (x)_{n}=x(x+1)\cdots (x+n-1)={\frac {\Gamma (x+n)}{\Gamma (x)}}}
és el factorial creixent.

## Distribucions relacionades
- {\displaystyle R\sim \mathrm {Rice} \left(|\nu |,\sigma \right)} té una distribució de Rice si {\displaystyle R={\sqrt {X^{2}+Y^{2}}}} on {\displaystyle X\sim N\left(\nu \cos \theta ,\sigma ^{2}\right)} i {\displaystyle Y\sim N\left(\nu \sin \theta ,\sigma ^{2}\right)} són variables aleatòries normals estadísticament independents i {\displaystyle \theta } és un nombre real qualsevol.

- Un altre cas en què {\displaystyle R\sim \mathrm {Rice} \left(\nu ,\sigma \right)} prové dels següents passos

1 Generi's {\displaystyle P} amb una distribució de Poisson amb paràmetre (també igual a la mitjana, en ser de Poisson){\displaystyle \lambda ={\frac {\nu ^{2}}{2\sigma ^{2}}}.}
2. Generi's {\displaystyle X} amb distribució khi quadrat amb 2P + 2 graus de llibertat.
3. Estableixi's que {\displaystyle R=\sigma {\sqrt {X}}.}
- Si {\displaystyle R\sim {\text{Rice}}\left(\nu ,1\right)} llavors {\displaystyle R^{2}} té una distribució khi quadrat no centrada amb dos graus de llibertat amb paràmtre de no centralitat {\displaystyle \nu ^{2}}.

- Si {\displaystyle R\sim {\text{Rice}}\left(\nu ,1\right)} llavors {\displaystyle R} té una distribució khi no centrada amb dos graus de llibertat i paràmtre de no centralitat {\displaystyle \nu }.

- Si {\displaystyle R\sim {\text{Rice}}\left(0,\sigma \right)} llavors {\displaystyle R\sim {\text{Rayleigh}}\left(\sigma \right)}, per exemple, per un cas particular de la distribució de Rice donat per la condició ν = 0, la distribució esdevé una distribució de Rayleigh, per la qual la variància és {\displaystyle \mu _{2}={\frac {4-\pi }{2}}\sigma ^{2}}.

- Si {\displaystyle R\sim {\text{Rice}}\left(0,\sigma \right)} llavors {\displaystyle R^{2}} té una distribució exponencial.[6]

## Casos limitants
Per valors grans de l'argument, el polinomi de Laguerre esdevé
{\displaystyle \lim _{x\rightarrow -\infty }L_{\nu }(x)={\frac {|x|^{\nu }}{\Gamma (1+\nu )}}.}
Es demostra que a mesura que ν creix o σ es fa petit la mitjana tendeix a ν i la variància a σ².

## Aplicacions
- La norma euclidiana d'un vector aleatori de la distribució normal bivariable.
- Esvaïment de Rice
- Efecte de l'error de visió en el disparament d'un blanc.[8]